# بيري هايدن تايلور
بيري هايدن تايلور (بالإنجليزية: Perry Haydn Taylor)‏ هو مصمم جرافيك بريطاني، ولد في 26 يوليو 1966.